# Classe Enoki
La classe Enoki (榎型駆逐艦, Enokigata kuchikukan) est une classe de six destroyers construits pour la Marine impériale japonaise à la fin de la Première Guerre mondiale.

## Contexte
Les six navires ont été construits dans le cadre budgétaire de l'exercice 1917 dans le cadre de l'Alliance anglo-japonaise contre l'Empire allemand. La marine impériale japonaise avait demandé à la Diète du Japon un budget d'urgence.

## Conception
La marine impériale japonaise n'ayant pas le temps de concevoir un nouveau destroyer, les navires de 2e classe Enoki s'inspirèrent de la classe précédente Momo mais avec un meilleur blindage.

La motorisation reprend la conception des turbines à vapeur plus perfectionnante de type Brown-Curtis.
L'armement est identique à la classe Momo : trois canons de 120 mm (un en tourelle sur le gaillard d'avant, un au milieu et un vers l'arrière). Le nombre de torpilles est augmenté avec deux tri-tubes et la protection anti-aérienne est assurée seulement par deux mitrailleuses.

## Service
Les destroyers de classe Enoki ont été achevés à temps pour servir dans les étapes finales de la Première Guerre mondiale. Ils furent déployés dans les eaux territoriales japonaises.
Les Enoki et Nara ont été convertis en dragueur de mines dès 1930. Les quatre navires restants ont été retirés le 1er avril 1934.

## Les unités
| Nom     | Chantier naval            | Quille           | Lancement        | Service       | Fin de carrière |
| ------- | ------------------------- | ---------------- | ---------------- | ------------- | --------------- |
| Enoki   | Arsenal naval de Maizuru  | 1er octobre 1917 | 5 mars 1918      | 30 avril 1918 | détruit en 1936 |
| Maki    | Arsenal naval de Sasebo   | 16 octobre 1917  | 28 décembre 1917 | 7 avril 1918  | retiré en 1934  |
| Keyaki  | Arsenal naval de Sasebo   | 16 octobre 1917  | 15 janvier 1918  | 20 avril 1918 | retiré en 1934  |
| Kuwa    | Arsenal naval de Kure     | 5 novembre 1917  | 23 février 1918  | 31 mars 1918  | retiré en 1934  |
| Tsubaki | Arsenal naval de Kure     | 5 novembre 1917  | 23 février 1918  | 30 avril 1918 | retiré en 1935  |
| Nara    | Arsenal naval de Yokosuka | 8 novembre 1917  | 28 mars 1918     | 30 avril 1918 | retiré en 1936  |